# Archernis
Archernis é um gênero de mariposa pertencente à família Crambidae.